# Pokal Intertoto
 Pokal Intertoto je bil poletno evropsko nogometno tekmovanje klubov, ki se niso kvalificirali za tekmovanje v enem od dveh največjih nogometnih tekmovanj v Evropi, Ligo prvakov in Pokal UEFA (sedaj poznano kot Liga Evropa). Leta 2008 so tekmovanje ukinili.